# Прапор Гомельської області
Прапор Гомельської області затверджений указом Президента № 490 від 20 жовтня 2005 року. Являє собою прямокутне полотнище зеленого кольору зі співвідношенням сторін 1:2, у центрі лицьової сторони якого - зображення герба Гомельської області.
| Прапор Білорусі | Це незавершена стаття про Білорусь. Ви можете допомогти проєкту, виправивши або дописавши її. |